# HD 148374
HD 148374，又名BD+62 1478，SAO 17073、HR 6130，是一颗恒星，视星等为5.67，位于銀經92.82，銀緯40.91，其B1900.0坐标为赤經16h 22m 27.5s，赤緯+61° 40.91′ 26″。